# Turistická značená trasa 7592
 Turistická značená trasa 7592 je 0,7 km dlouhá žlutě značená trasa Klubu českých turistů v Křižanovské vrchovině a v okrese Žďár nad Sázavou spojující vlakovou zastávku v Laštovičkách s dálkovou turistickou trasou. Trasa vede severozápadním a posléze jižním směrem.

## Průběh trasy
Trasa má svůj počátek u vlakové zastávky v Laštovičkách a to bez návaznosti na žádnou další turistickou trasu. Vede nejprve po asfaltové komunikaci severozápadním směrem k silnici I/37, která železniční trať Havlíčkův Brod – Kúty překonává po nedalekém mostě, přičemž přechází Sucký potok. Silnici kříží přičemž mění směr na jihozápadní a vstupuje do lesa po zpevněné lesní cestě. Asi po sto metrech přechází na méně kvalitní lesní cestu, mění směr na jižní a vede na koncové rozcestí s červeně značenou trasou 0526 spojující Nové Město na Moravě s Bystřicí nad Pernštejnem.
| Km  | Místo              | Navazující a křižující trasy | Nadm. výška |
| --- | ------------------ | ---------------------------- | ----------- |
| 0   | Laštovičky (žst)   |                              | 560 m       |
| 0,5 | Laštovičky (rozc.) | 0526                         | 571 m       |